# Piper Cub

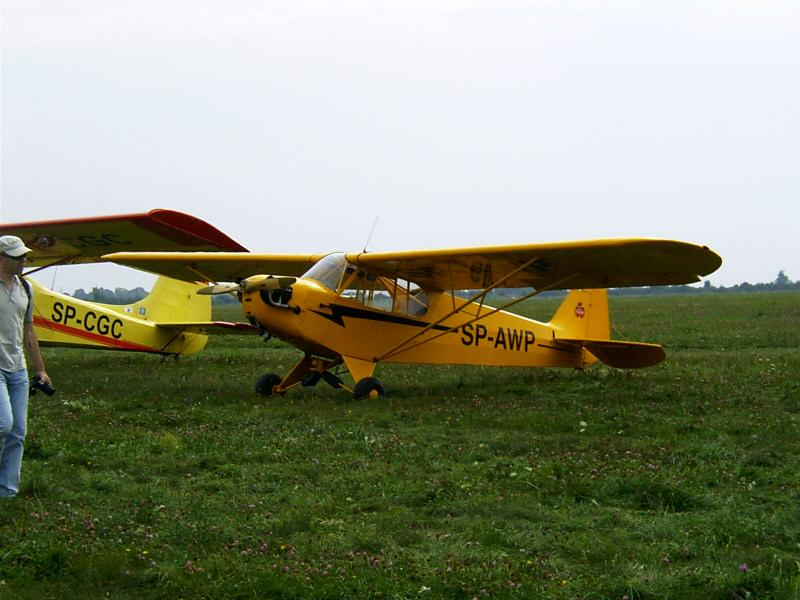
Piper Cub w polskim malowaniu na pokazach lotniczych w Gliwicach

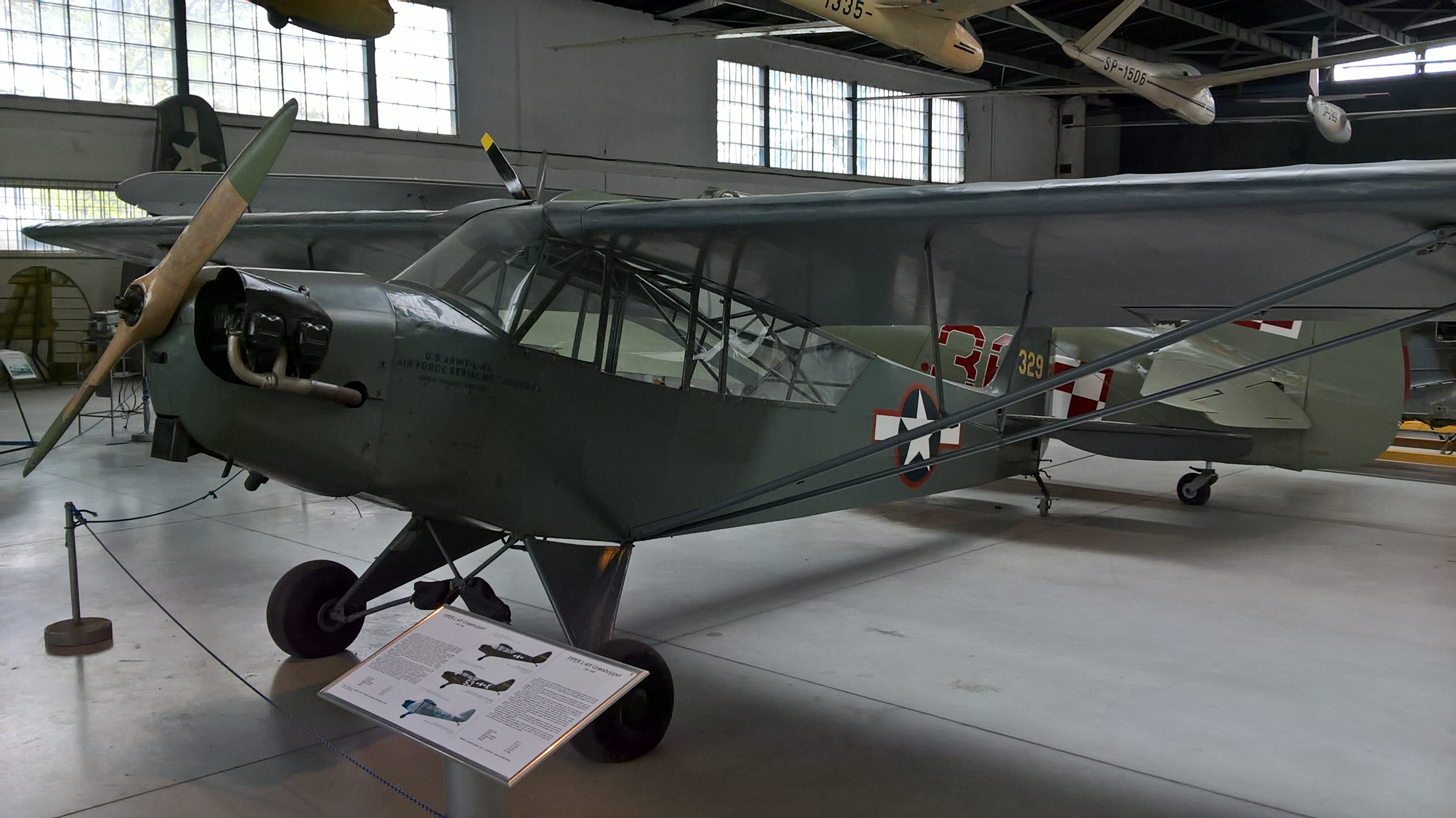
Piper L-4A eksponowany w MLP w Krakowie

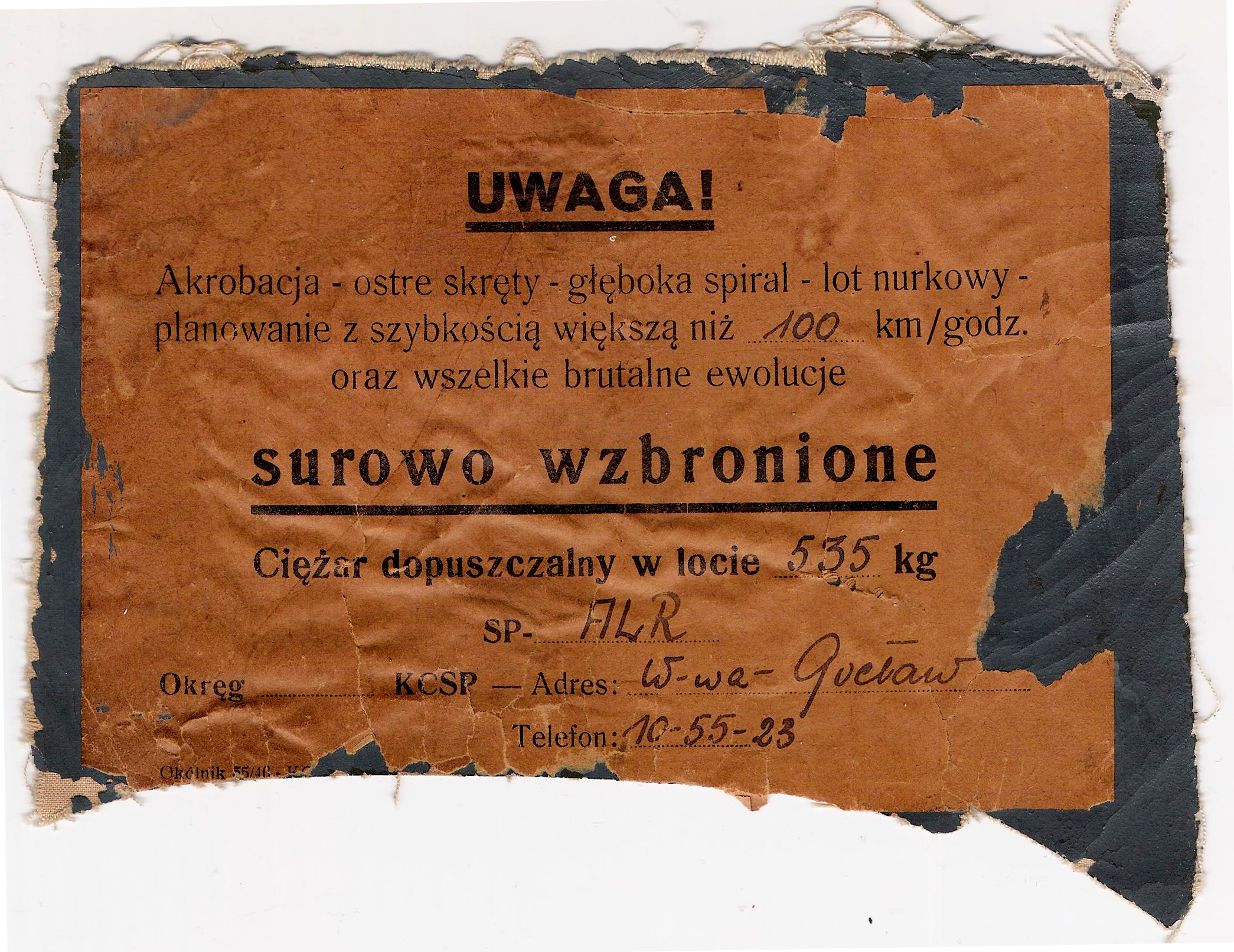
Tabliczka z kabiny pilota samolotu Piper Cub

Piper Cub – amerykański lekki samolot szkolno-turystyczny z końca lat 30. XX wieku, dwumiejscowy jednosilnikowy górnopłat ze stałym podwoziem. Podstawowy cywilny model produkcyjny nosił oznaczenie Piper J-3, początkowo: J-2, a wersje rozwojowe: J-4 i J-5. Pod oznaczeniem Piper L-4 był masowo używany jako wojskowy samolot łącznikowy podczas II wojny światowej. Używany szeroko do wielu zastosowań, był jednym z najbardziej długowiecznych samolotów.

## Historia samolotu
Pierwowzorem Pipera Cub był lekki samolot Taylor E-2 Cub - szkolny górnopłat z odkrytą dwuosobową kabiną w układzie tandem, skonstruowany przez Gilberta Taylora i oblatany we wrześniu 1930. Produkowany był w wytwórni Taylor, wykupionej w 1930 przez Wiliama Pipera. Opracowano następnie dalsze wersje różniące się silnikami F-2, G-2 i H-2.
W 1936 Walter Jamonueau z zakładów Taylor opracował ulepszoną wersję rozwojową samolotu E-2, oznaczoną J-2, która dała początek rodzinie samolotów Piper Cub. Różnicę stanowiły przede wszystkim inny kształt steru kierunku, zakryta po bokach kabina i zaokrąglone końcówki skrzydeł. Początkowo oznaczony Taylor J-2 Cub, od 1937 po zmianie nazwy zakładów na Piper Aircraft i przeniesieniu produkcji do nowej fabryki w Lock Haven, nazwany Piper J-2 Cub. W 1938 pojawił się ulepszony Piper J-3 Cub, który stał się podstawowym modelem produkcyjnym.
Popularność i produkcja Pipera J-3 wzrosła, odkąd od 1939 stał się standardowym samolotem sponsorowanego przez rząd programu szkolenia pilotów cywilnych Civilian Pilot Training Program (CPTP), mającego na celu dostarczenie lotnictwu wojskowemu dużej liczby pilotów na wypadek wojny. 
Na mniejszą skalę produkowano dalsze warianty Cuba - bardziej luksusowy J-4 Cub Coupe mieszczący dwie osoby obok siebie i trzyosobowy J-5 Cub Cruiser.
Od 1941 lotnictwo armii Stanów Zjednoczonych (US Army Air Corps) wprowadziło do służby J-3 Cub jako samolot łącznikowy, pod oznaczeniem O-59, później zmienionym na L-4. W 1942 opracowano model lepiej dostosowany do prowadzenia obserwacji z powietrza, z powiększoną powierzchnią oszklenia kabiny, oznaczony O-59A, później L-4A. Następnie, do końca wojny opracowano dalsze wersje samolotu, oznaczane kolejnymi literami do L-4J, przy czym L-4F stanowiła wariant trzyosobowego J-5. Wersje wojskowe potocznie znane były jako Grasshopper - "pasikonik".
W samolotach Piper Cub stosowano silniki o mocy od 48 kW do 112 kW.
Zbudowano 34849 sztuk, w tym 1576 sztuk w wersji podstawowej, 20296 sztuk wersji J-3, 2761 sztuk wersji Coupe/Cruiser i 10216 sztuk wersji Super Cub.
Kadłub tworzył szkielet spawany z rur stalowych, skrzydła wykonano z drewna i duralu. Całość kryta płótnem.

## Dane taktyczno-techniczne
dla modelu J-3 Cub
- Załoga: 2 w układzie tandem
- Napęd: silnik tłokowy Continental A-65 o mocy 48,5 kW napędzający stałe śmigło drewniane
- Długość: 6,78 m
- Rozpiętość skrzydeł: 10,74 m
- Wysokość: 2,03 m
- Powierzchnia nośna: 16,23 m²
- Masa własna: 290 kg
- Maksymalna masa startowa: 499 kg
- Prędkość: maksymalna - 148 km/h, podróżna - 132 km/h
- Długotrwałość lotu:
- Zasięg: 400 km
- Pułap: 3658 m

## Samoloty Piper Cub w Lotnictwie Polskim
Wobec prawie kompletnego braku sprzętu latającego w aeroklubach po zakończeniu II wojny światowej oraz dogodnych warunków kupna, Ministerstwo Komunikacji zdecydowało się na zakup z amerykańskiego demobilu w zachodniej strefie okupacyjnej Niemiec 142 szt. samolotów łącznikowych Piper L-4 Cub, w tym jeden Taylorcraft L-2. Były to wersje L-4A, L-4B, L-4H oraz L-4J w tym uszkodzonych było 120 maszyn za które zapłacono $300 a za resztę $550. Transakcja nastąpiła pod koniec 1946 r. Pierwszy Piper L-4H nr. fabryczny 43-30414, został dostarczony drogą powietrzną w listopadzie 1946 r., zarejestrowany 25 marca 1947 r. otrzymując znaki SP-AFX. Reszta samolotów w dwóch etapach dotarła do Polski drogą kolejową i została zmagazynowana w Słupsku w dawnej hali sterowcowej. Wszystkie samoloty wymagały remontów. Naprawy były przeprowadzane w Okręgowych Warsztatach Lotniczych w Bydgoszczy, Gdańsku, Poznaniu w Lotniczych Warsztatach Doświadczalnych w Łodzi oraz w Instytucie Szybowcowym w Bielsku (13 Piperów).Produkcją śmigieł do tych samolotów zajęły się Lotnicze Warsztaty Doświadczalne w Łodzi. Pierwsze wyremontowane samoloty oblatano w kwietniu 1947 r. W okresie od 1947 r. do 1950 r. sukcesywnie nadawano im znaki rejestracyjne, tak że w sumie rejestracje otrzymało 127 Piperów. W 1949 roku sprzedano do Bułgarii 10 samolotów. Głównymi użytkownikami Piperów były aerokluby gdzie stosowano je do szkolenia i treningu w lotach bez widoczności ziemi, gdzie w drugiej kabinie zakładano zasłony oraz jako samoloty dyspozycyjne. Przez pierwsze powojenne lata Pipery stanowiły duży procent używanych samolotów w naszych aeroklubach, część z nich uległa różnym przeróbkom.
- W 1950 roku w Głównym Instytucie Lotnictwa w Warszawie inż. Tadeusz Chyliński wykonał projekt i dokumentację techniczno-warsztatową przeróbki samolotu Piper Cub na samolot sanitarny. Do prototypu użyto egzemplarza L-4A nr. fabryczny 42-36714 znak SP-ARF z zamontowanym silnikiem Praga D. Samolot mógł zabierać jednego chorego na noszach, które wkładane były od tyłu dzięki otwieranej górnej części kadłuba. Oblotu na Okęciu dokonał pilot doświadczalny Instytutu Lotnictwa inż. Andrzej Abłamowicz. Serie 14 szt. sanitarnej wersji Pipera wykonały w lecie 1951 r. Okręgowe Warsztaty Lotnicze nr.4 w Gdańsku, przekazując w połowie listopada 1951 r. pierwszych 6 egzemplarzy Lotniczemu Pogotowiu Sanitarnemu. Samoloty te nosiły m.in. znaki rejestracyjne SP-AFU, -AOE, -AMD, -ADH, -AIZ, -AKC. Sanitarny Piper był używany w 13 miastach wojewódzkich Polski do 1955 roku.

- W roku 1952 w warsztatach LOT-u pod kierownictwem inż. Zygmunta Toczka przerobiono 14 samolotów Piper Cub (silnik Continental) na samoloty rolnicze. Były to trzy egzemplarze L-4A, trzy L-4B, trzy L-4H oraz pięć L-4J. Egzemplarz SP-AGC L-4A nr fabryczny 42-36560 przeszedł próby fabryczne w Instytucie Lotnictwa na przełomie listopada i grudnia 1952 roku pilotowany przez inż. Andrzeja Abłamowicza. W miejsce fotela pasażera wstawiono zbiornik na 120 kg. chemikaliów, wsypywanych od góry przez zasuwany otwór w kadłubie. Pod kadłubem znajdowała się dysza rozpylająca, do której dostawał się proszek owadobójczy dozowany ręczną dźwignią przez pilota. Były one używane do zwalczania m.in. stonki ziemniaczanej. Rolnicze Pipery używane były krótko bo do końca 1953 r., ze względu na swoją dość delikatną konstrukcję i zbyt mały ładunek środków chemicznych. Cztery z nich przekazano aeroklubom, resztę skasowano.

- W 1953 roku zostało zaprojektowane we Wrocławiu przez prof. inż. Jerzego Teisseyre'a i mgr inż. Stanisława Mosicę pływakowe podwozie z drewnianymi pływakami. Zostało ono zamontowane w Instytucie Lotnictwa do samolotu Piper L-4H SP-AFY nr fabryczny 44-79889 z silnikiem Praga D. Oblotu na Wiśle w Warszawie dokonał inż. Andrzej Abłamowicz 10 października 1954 r. Następnego dnia odbył się lot do Mrągowa, gdzie próby trwały dwa dni, zakończone uszkodzeniem zastrzału przy wyciąganiu samolotu na brzeg. W sumie A. Abłamowicz wykonał 66 wzlotów z wody. Samolot nie wykonywał więcej lotów na pływakach i został przekazany do próbnej eksploatacji w Centrum Wyszkolenia Technicznego Ligi Przyjaciół Żołnierza w Mrągowie, a 31 maja 1955 roku został przekazany do kasacji jako nienadający się do dalszego użytku. Jednak historia tego samolotu ma swój dalszy ciąg. Płatowiec wciąż lata dzięki wytrwałości i ofiarności ludzi zaangażowanych w jego ocalenie i wzbudza duże zainteresowanie miłośników lotnictwa na pokazach lotniczych.